# Stephen D. Cairns
Stephen Douglas Cairns (* 26. November 1949 in Port Sulphur, Louisiana) ist ein US-amerikanischer Meeresbiologe. Sein Forschungsschwerpunkt sind die Korallen.

## Leben
1971 erwarb Cairns den Bachelor of Arts an der Louisiana State University in New Orleans und 1973 den Master of Science in biologischer Ozeanographie an der University of Miami. 1976 wurde er an derselben Universität mit der Dissertation Review Of The Deep-Water Ahermatypic Corals (scleractinia) Of The Tropical Western Atlantic unter der Leitung von Frederick M. Bayer zum Ph.D. in biologischer Ozeanographie promoviert. Von 1971 bis 1973 sowie von 1979 bis 1985 forschte er mit einem Stipendium der National Science Foundation an der Smithsonian Institution. Von 1985 bis 1991 war er stellvertretender Kurator an der Smithsonian Institution. Seit 1991 ist er Zoologe und Kurator für Nesseltiere an der Abteilung für Wirbellosen-Zoologie der Smithsonian Institution. 
Von 1990 bis 1995 war er Mitglied des Veröffentlichungsausschusses zur Antarktisforschung der American Geophysical Union. Von 1997 bis 1999 war er Präsident der Biological Society of Washington. Er war Mitherausgeber des Atoll Research Bulletin und ist Mitarbeiter des Tree of Life Web Projects über die Steinkorallen. 
Cairns’ Forschungsschwerpunkte sind die Systematik und die Zoogeographie der Filigrankorallen, der Tiefsee-Steinkorallen, Octocorallia und Sylasterina.

## Dedikationsnamen
Nach Cairns sind die  Arten Benhamipolynoe cairnsi Pettibone, 1989, Chromonephthea cairnsi van Ofwegen, 2005 Gorgoniapolynoe cairnsi Pettibone, 1991, Pacifigorgia cairnsi Breedy & Guzman, 2003 und Sphenotrochus cairnsi Garberoglio, 2018 benannt.
2006 benannte das Advisory Committee on Antarctic Names den Cairns-Gletscher im westantarktischen Ellsworthland nach Stephen D. Cairns.